# Rodolia cardinalis
Rodolia cardinalis es un escarabajo de la familia Coccinellidae originaria de Australia. Ahora es considerado un sinónimo secundario de Novius cardinalis, miembro del género Novius. Se la usa como control biológico de una plaga de los cítricos. Ahora Rodolia es considerado un género obsoleto y el nombre aceptado es Novius cardinalis.

## Importancia y distribución
Aunque es mucho menos conocida que la mariquita de siete puntos Rodolia cardinalis es el coccinélido más célebre en la historia del control biológico de plagas en la agricultura, su introducción en Estados Unidos desde Australia, a finales del siglo XIX, impulsó una moderna concepción de este medio de lucha. En unos pocos decenios fue también introducida en todas las regiones citrícolas del mundo controlando definitivamente lo que en aquella época parecía una plaga sin remedio en los cítricos.
En la actualidad Rodolia cardinalis está difundida por todos los continentes: en América (Estados Unidos de América, América Central, Caribe, Sudamérica, desde Venezuela, Ecuador, Chile y Argentina), en Europa (península ibérica, Francia, Italia, Península Balcánica, Rusia), en Asia (Japón, India, Filipinas, Taiwán, Siberia), en África (Magreb, Sudáfrica), en Oceanía (Hawái, Guam) y, naturalmente, en su región de origen Australia.

## Descripción
El adulto tiene un cuerpo semisférico de entre 2 y 4 mm de longitud, recubierto por una densa y corta pelusa, de color rojo púrpura con manchas negras. La cabeza y la parte trasera del pronoto son negros. En su coloración típica, las manchas sobre los élitros son negras y en número de cinco. Cuatro de éstas están dispuestas sobre la parte dorso-lateral del élitro; las dos delanteras tienen una forma ovalada o vagamente semilunar orientada hacia la sutura del élitro; las dos traseras tienen una forma más irregular como compuesta por la confluencia de dos manchas circulares. La quinta mancha tiene un recorrido longitudinal en la unión de los dos élitros con mayor anchura en el tramo delantero.
Las antenas son cortas, compuestas por ocho artejos. Las patas tienen las tibias grandes e irregularmente planas.
La larva alcanza los 5 mm de longitud, es de color rojo con manchas negras en el tórax. El dorso lo tiene recorrido por varias series de abultamientos portadores de cerdas. La pupa tiene ente 4 y 5 mm, es de coloración roja.

## Biología
Ocasionalmente puede predar otros insectos de la familia Margarodidae. 

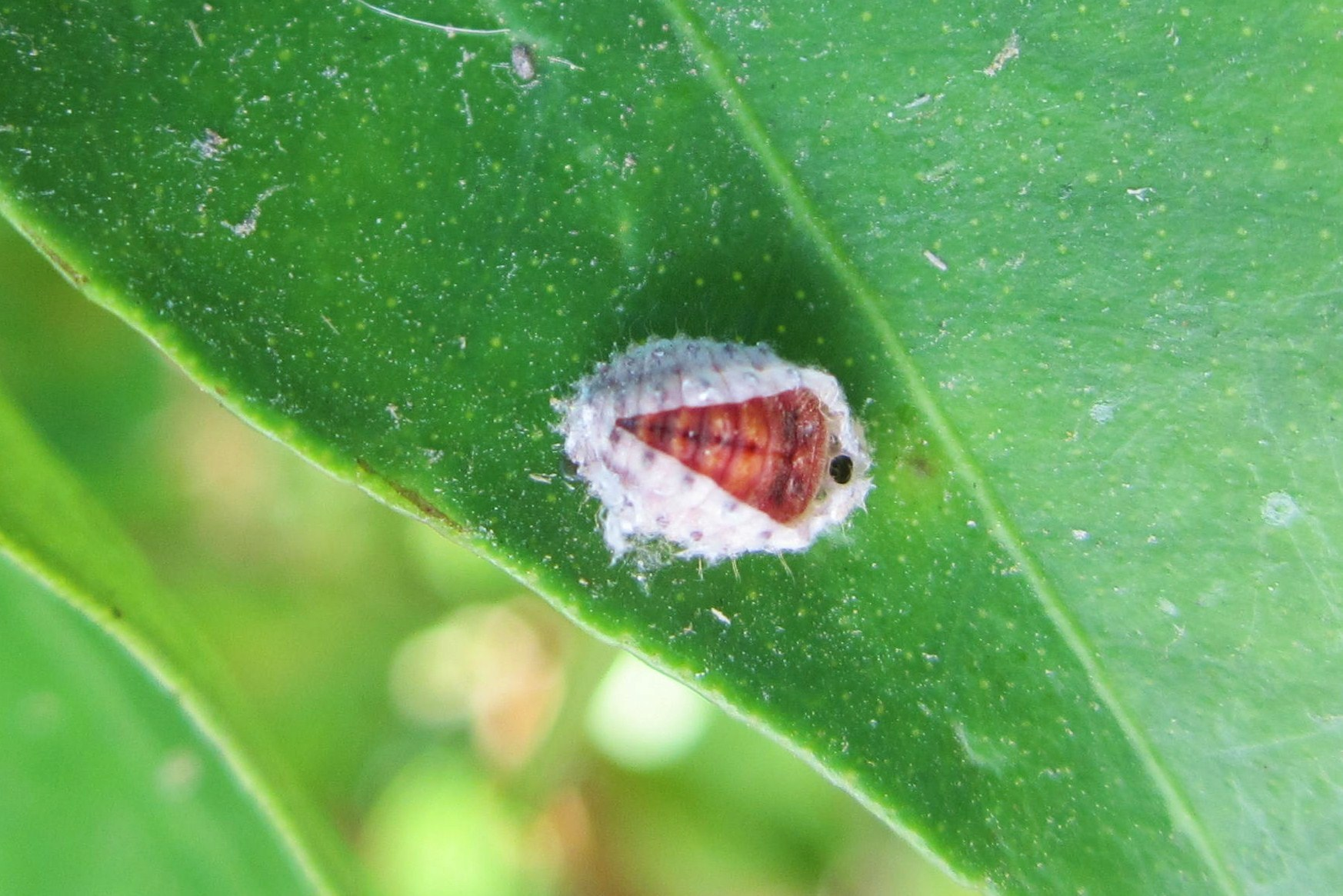
Pupa de Rodolia cardinalis

El número de generaciones anuales depende del clima, en las regiones calurosas se pueden tener hasta ocho generaciones anuales. el ciclo vital se reduce a unos veinte o veinticinco días en los meses de verano. El insecto inverna como adulto, larva o pupa pero solo en las regiones de inviernos suaves, en las zonas de inviernos fríos la especie no los resiste. La fecundidad es elevada, una hembra puede ser fecundada varias veces pudiendo poner los huevos en un mes, de entre trescientos y seiscientos cada vez. El desarrollo postembrional pasa por cuatro estadios de larva y uno de pupa, por tanto durante su vida, R. cardinalis realiza cinco mudas. 
Rodolia cardinalis es prácticamente monófaga, depredando casi exclusivamente a Icerya purchasi. 
La actividad predadora tanto de larvas como de adultos es muy intensa y se produce sobre los huevos y neánidas de la cochinilla acanalada. Cuando las presas escasean R. cardinalis puede manifestar canibalismo.
El principal inconveniente de R. cardinalis es su poca adaptación a zonas de inviernos rigurosos, lo que hace necesario en esas zonas su reintroducción todas las primaveras en caso de infestaciones de  I. purchasi. el potencial biológico de la cochinilla es muy elevado, ya que mientras I. purchasi tiene unas dos o tres generaciones al año, Rodolia puede tener el doble; además de su voracidad y fecundidad.

## Utilización

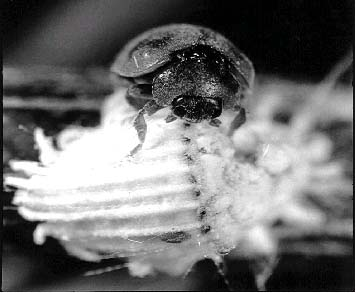
Rodolia atacando a un adulto de Icerya

El modo de utilización de Rodolia depende del contexto agroambiental y del clima. Teniendo presente que esta especie tiene hoy en día una distribución cosmopolita, su ausencia en caso de infestación de Icerya purchasi se debe limitar a alguno de los siguientes escenarios:
- Primera introducción, en un determinado ambiente, en las especies agrarias a la que normalmente está asociada Icerya. Esta ataca normalmente a los cítricos, aunque en la región mediterránea se puede encontrar frecuentemente sobre Pittosporum y sobre diversas ginestas (en particular en Spartium junceum). La introducción por primera vez de Icerya puede ser fácilmente acompañada de sucesivas infestaciones de esta cochinilla debido principalmente a la ausencia de sus predadores.
- Zonas de inviernos fríos. Las bajas temperaturas invernales matan a las formas invernantes de Rodolia, por ello en este tipo de ambientes no llega a aclimatarse. Debido a que los cítricos tampoco soportan temperaturas invernales frías, normalmente en todas las zonas citrícolas se encuentra presente Rodolia cardinalis.
- Degradación ambiental debido al uso indiscriminado de insecticidas. Las infestaciones de Icerya son frecuentes en plantaciones de cítricos sometidas a tratamientos con insecticidas de amplio espectro. Estos tratamientos afectan a las poblaciones de Rodolia.

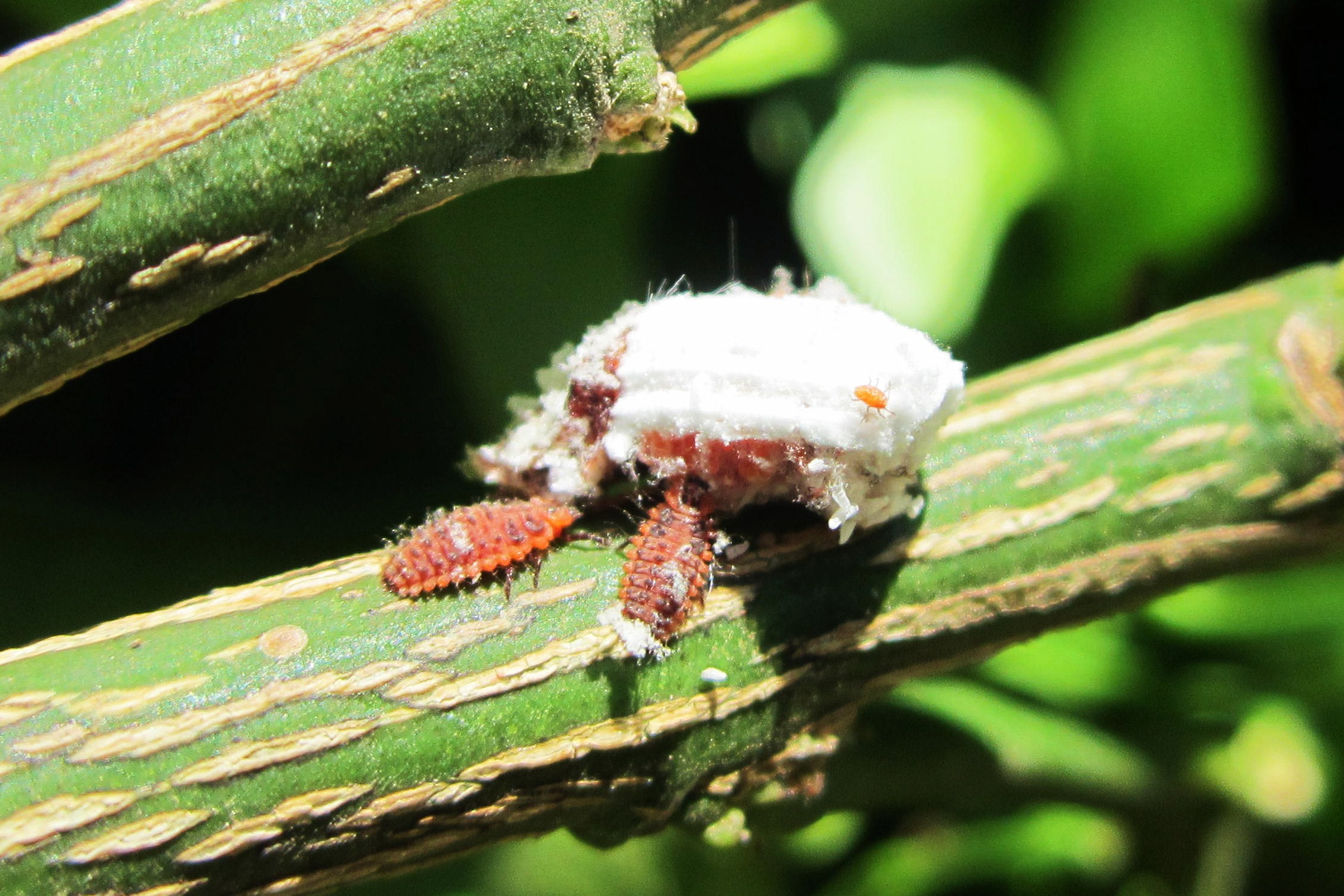
Larvas de Rodolia atacando a un adulto de Icerya

Históricamente Rodolia ha sido utilizada con éxito mediante el método de propagación en condiciones favorables para la aclimatación del coleóptero una vez introducida se multiplica y no son necesarias sucesivas introducciones. Una vez introducida su dinámica poblacional se adapta a la de Icerya, según el modelo ordinario, manteniendo sus poblaciones bajas. refiriéndonos a los escenarios anteriormente descritos, el método de propagación se puede utilizar en el primer caso. Y hablando de citricultura, los ataques de Icerya en ellos se circunscribe prácticamente solo a plantas aisladas en la jardinería. En otras condiciones se debe recurrir al método inoculativo, efectuando sueltas de Rodolia durante el periodo de reproducción de Icerya. en el contexto descrito en el tercer punto, la inoculación del predador puede ser efectiva en caso de reconvertirse la citricultura a una de bajo impacto con tratamientos fitosanitarios controlados y contemplando su efecto sobre la fauna auxiliar como es Rodolia.
La intensidad de las sueltas de Rodolia dependerá del grado de difusión de Icerya. En general, Rodolia logra compensar con su potencial reproductivo incluso las sueltas a baja densidad: en infestaciones claramente delimitadas a plantas aisladas son suficientes tres parejas de adultos para llevar en poco tiempo la población del fitófago por debajo del umbral de tolerancia, mientras que en infestaciones difusas, será necesario ajustar la densidad de las sueltas al grado de infestación y al grado de fragmentación de los ataques.
De particular importancia es la elección del momento oportuno en el que efectuar las sueltas de Rodolia, la mayor actividad de depredación se ejerce en particular sobre huevos y neanidias. Las condiciones de escasez de presas conducen inevitablemente a un descenso de la fecundidad y a un aumento del canibalismo, por ello las sueltas se deberán efectuar en períodos de reproducción de Icerya, en la zona mediterránea esto se produce en primavera avanzada y a finales de verano o principios del otoño.

## Historia

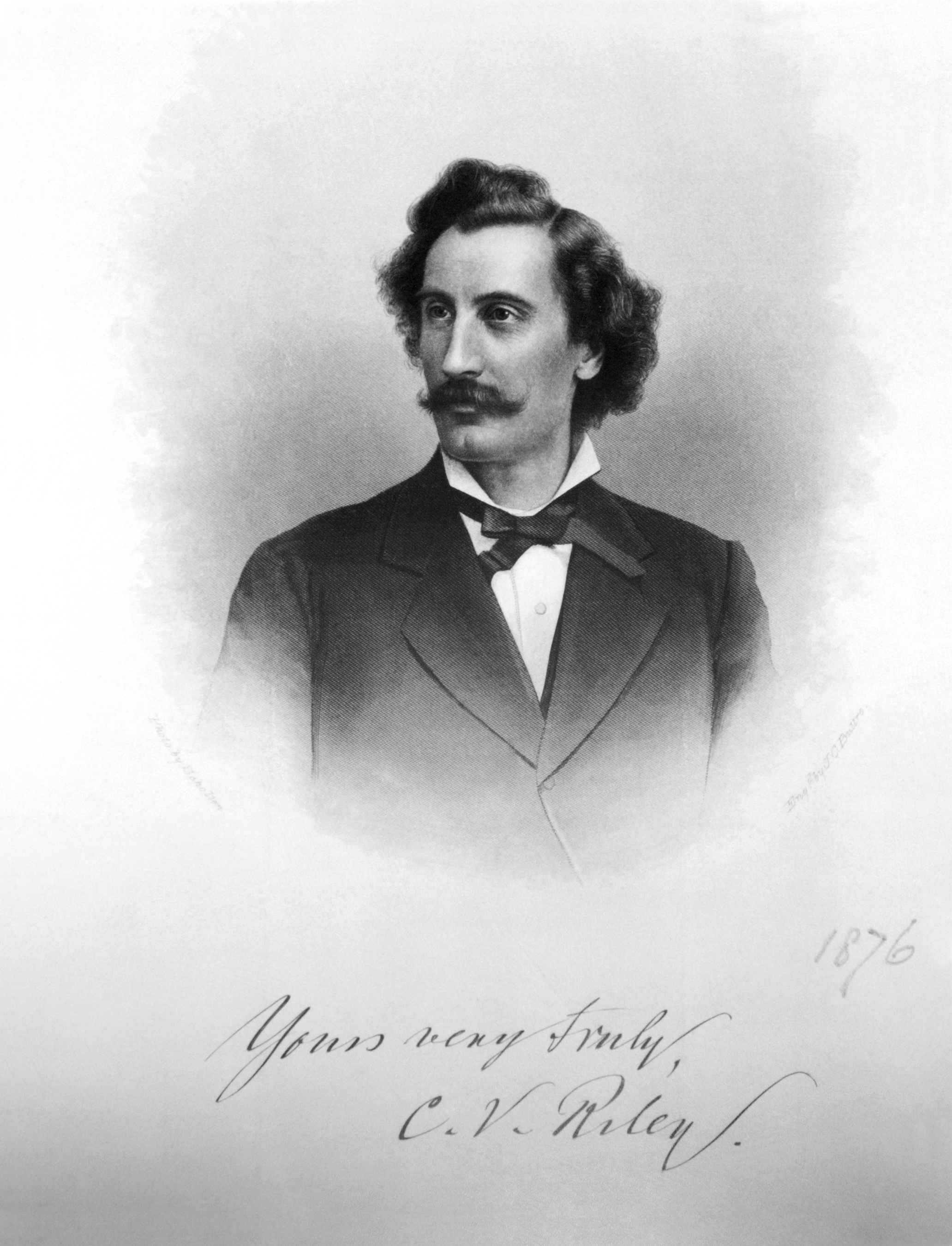
Charles Valentine Riley, considerado el padre del moderno control biológico, debe su fama a R. cardinalis, y artífice de otras importantes contribuciones en la lucha contra los insectos fitófagos

La historia de Rodolia cardinalis está estrechamente vinculada a la de la lucha biológica. El hombre se ha beneficiado de la actividad de los organismos auxiliares, más o menos conscientemente, desde la antigüedad. Los sistemas agrícolas basados en un régimen marginal y de sustento tienen la característica que los enemigos naturales de las plagas tienen unas condiciones bastante similares a los ecosistema naturales. Es sobre todo en el siglo XIX cuando se producen diversas emergencias fitosanitarias, sobre todo debido con un incremento de los intercambios comerciales entre continentes y a la evolución de una agricultura intensiva orientada hacia el aumento de la producción: baste pensar en lo que han significado la importación de la Phytophthora infestans de la patata en 1845-1846 que produjo la Gran Hambruna irlandesa y la gran plaga de Filoxera de la vid en 1863, que produjo la destrucción de la mayor parte de los viñedos europeos hasta 1890. 
Aunque de alcance más limitado, bajo el aspecto histórico, social y económico, un acontecimiento similar afectó a California en la segunda mitad del siglo XIX. En esta región estaba floreciendo la producción citrícola intensiva, una actividad agrícola que desde hace más de un siglo es una de las más conocidas en el mundo; en 1868 se produjo en plantaciones de cítricos de California. Icerya purchasi, importada accidentalmente de Australia. En ausencia de sus enemigos naturales, se difundió rápidamente con niveles de infestación y destrucción muy elevados que llevó a la producción citrícola californiana a un progresivo declive, con la perspectiva de una su inminente y total desaparición.

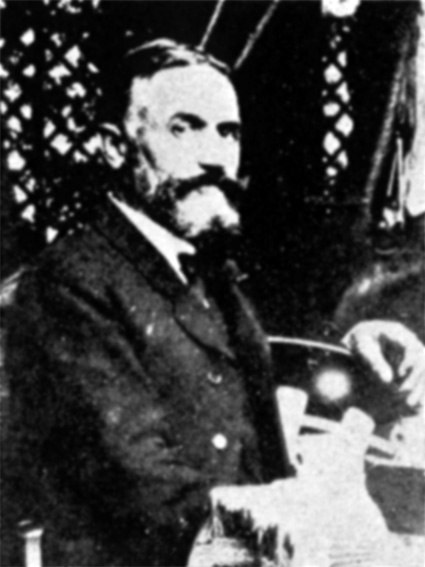
Albert Koebele fue el ejecutor material de la más imponente operación de control biológico de la historia

En 1864, el diplomático norteamericano George Perkins Marsh, preocupado por las catástrofes que estaban produciendo en esas décadas los organismos nocivos exóticos introducidos con las relaciones comerciales, formuló en su libro el concepto que el único remedio posible era la importación de las tierras de origen de los antagonistas naturales. No fue hasta unos 25 años más tarde cuando se aplicó este concepto: Charles Valentine Riley, jefe del "Federal Entomological Service" ente del Departamento de Agricultura de Estados Unidos (USDA), envió a Australia, en 1886, a su colaborador Albert Koebele con la misión de encontrar y recoger los enemigos naturales de Icerya purchasi. Invitado por su colega australiano Frazer S. Crawford a Adelaida, Koebele recolectó y envió en varias ocasiones un elevado número de especies potencialmente útiles. Entre los ejemplares enviados fueron incluidas 10 000 Icerya parasitados en un 50% por el díptero Cryptochaetum iceryae, y aproximadamente 500 adultos de Rodolia cardinalis. En los Estados Unidos de América, Daniel William Coquillet se ocupó de cría masiva de Rodolia, llegando a obtener más de 10 000, que fueron inmediatamente liberados en plantaciones de cítricos California.

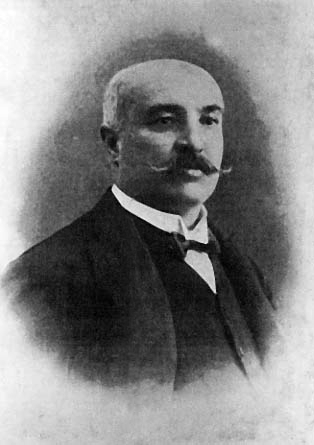
Antonio Berlese fue el artífice de la llegada de Rodolia a Italia apenas un año después de la llegada de Icerya

El resultado de esta actividad fue sorprendente y se cita en los anales del entomología como la más extraordinaria aplicación de la lucha biológica: las sueltas de Rodolia cardinalis, asistida en algunas localidades de California por el díptero también importado se realizaron en tan sólo dos años (1886-1887) llevando las poblaciones de Icerya a unos niveles tolerables y recuperando una actividad productiva destinada de lo contrario al total abandono. Charles Valentine Riley no por casualidad es considerado por muchos como el padre de la moderna lucha biológica: el eco de este rotundo éxito dio impulso a una intensa aplicación del método de multiplicación durante más de medio siglo contra todos los insectos nocivos exóticos en cualquier parte del mundo. No siempre se obtienen resultados tan señalados como con Rodolia.
En Italia la cochinilla acanalada se detectó en 1900 en un huerto de Portici y apenas un año después, en 1901, Antonio Berlese introdujo con éxito la Rodolia cardinalis en Italia. La experiencia italiana y otras similares, que al mismo tiempo o en los años siguientes se realizaron en otros países en los que se detectó Icerya purchasi, tuvieron un menor éxito que el obtenido en California, pero esto se debe a que en general se ha intervino después de la aparición de los primeros focos. El aspecto fundamental es que en todos las zonas en los que se aclimataba la Rodolia la cochinilla acanalada quedaba totalmente controlada, hasta el punto de que Icerya ya está citada como una plaga secundaria de los cítricos, muchas veces simplemente citada para completar documentación o por su importancia histórica más que por sus daños.

## Citas sobreR. cardinalis
Un testimonio de la importancia que tuvieron los primeros trabajos de Riley y Koebele con Rodolia cardinalis son algunas citas que se exponen textualmente.
- «Nel 1888 si ottenne il successo più spettacolare nella storia della lotta biologica...».[4] (En 1888 se obtiene el éxito más espectacular en la historia de la lucha biológica)
- «An early hero of biological control was C.V. Riley...» (Uno de los primeros héroes del control biológico fue C.V. Riley...).[5]
- «One of Riley's greatest triumphs...» (Uno de los mayores éxitos de Riley...)[6]
- «Il successo scientifico e pratico dell'operazione fece sì che Rodolia cardinalis divenisse l'insetto-simbolo della lotta biologica e lo è ancora ai giorni nostri...»[7] (El éxito científico y práctico de los trabajos hechos con Rodolia cardinalis hizo que se transformase en el insecto símbolo de la lucha biológica y que siga siéndolo todavía en nuestros días)
- «The vedalia beetle literally saved the California citrus industry...» (La Rodolia salvó literalmente la industria de los cítricos en Califirnia...)[8]
- «Protagonista del más famoso y exitoso caso de control biológico de pestes...»[9]
- «I believe that the label "classical," when referring to the type of biological control just described, has been adopted because the spectacular early successes in pest control, by using natural enemies, involved the importation of exotics, e.g. control of the cottony cushion scale, Icerya purchasi, in California with the predatory coccinellid Rodolia cardinalis ...» (Creo que el adjetivo "clásico" cuando nos referimos al tipo de control biológico descrito, ha sido adoptado por el espectacular y temprano éxito en el control de palgas usando enemigos naturales y desarrollando la importación de especies exóticas. P. ej. El control de la cochinilla acanalada Icerya purchasi en California con el coccinélido predador Rodolia cardinalis...)[10]